# Atractodes cultus
Atractodes cultus är en stekelart som först beskrevs av Davis 1898.  Atractodes cultus ingår i släktet Atractodes och familjen brokparasitsteklar. Inga underarter finns listade.